# Боровое (Пеновский район)
Борово́е — деревня в Пеновском районе Тверской области России. Входит в состав Чайкинского сельского поселения.

## География
Расположена на озере Пено, в 7 км по прямой и в 15 км по автодорогам к северо-западу от районного центра.

## Топоним
Название деревня получила от окружающих её боров.

## История
Жители исторически занимались рыбной ловлей.
13 июня 2005 года возле деревни потерпел крушение вертолет Eurocopter AS-355, принадлежавший компании CBOSS, два человека погибли.

## Население
| 1859 | 1897 | 2010 |
| ---- | ---- | ---- |
| 50   | ↗67  | ↘19  |

Согласно результатам переписи 2002 года, в национальной структуре населения русские составляли 96% от общей численности населения в 23 чел..

## Инфраструктура
Развит туризм, действуют турбаза, дом отдыха (База рыбака)

## Транспорт
Деревня доступна автотранспортом.